# Propagandhi
Propagandhi – anarcho-punkowy zespół muzyczny, założony w 1986 roku w Winnipeg, w Kanadzie przez Chrisa Hannah i Jorda Samolesky’ego. Znany jest z głoszenia idei anarchistycznych. Grupa sprzeciwia się łamaniu praw człowieka, rasizmowi, homofobii, imperializmowi, religii, faszyzmowi i kapitalizmowi. Członkowie zespołu propagują także wegański styl życia oraz wspierają kampanie na rzecz praw zwierząt.

## Historia

### Początki zespołu
W połowie lat osiemdziesiątych Samolesky i Hannah rozpoczęli współpracę ze Scottem Hopperem, który zgłosił się do nich po przeczytaniu ogłoszenia o potrzebnym basiście, które zamieścili oni w miejscowym sklepie muzycznym. Na przełomie lat osiemdziesiątych i dziewięćdziesiątych Hopper został zastąpiony przez Mike’a Braumeistera. W takim składzie zespół po raz pierwszy wystąpił na żywo. Po nagraniu kilku dem oraz po paru większych koncertach, w tym jednym odbytym z zespołem Fugazi z Waszyngtonu, Braumeister przeprowadził się do Vancouver. Jego miejsce zajął John K. Samson – muzyk posiadający słabość do poezji.

### Pierwsze koncerty i albumy
W 1992 roku Propagandhi zagrało koncert z kalifornijską grupą punkrockową o nazwie NOFX, podczas którego zagrali cover piosenki zespołu Cheap Trick pod tytułem Surrender. Fat Mike, właściciel wytwórni płytowej o nazwie Fat Wreck Chords, był pod wrażeniem występu i podpisał umowę z członkami Propagandhi. Zaprosił ich także do Los Angeles w celu nagrania debiutanckiego albumu o nazwie How to Clean Everything, który ukazał się w 1993. Kolejne trzy lata upłynęły zespołowi na koncertach; jego popularność w tym okresie znacznie wzrosła, co zbiegło się ze wzrostem popularności samego punk rocka w połowie lat dziewięćdziesiątych. W 1996 roku wydany został drugi album – Less Talk, More Rock, wydany, tak jak album debiutancki, przez Fat Wreck Chords. Tytuł albumu był żartem, związanym z faktem, iż członkowie zespołu byli znani z długich przemówień wygłaszanych podczas koncertów.

### Dalszy rozwój kariery
Po wydaniu drugiej płyty basista John K. Samson zdecydował się opuścić zespół i utworzyć swój o nazwie The Weakerthans. Hannah i Samolesky, dzięki pożyczce na kwotę 50 000 dolarów zaciągniętej u Fat Mike’a, założyli wytwórnię płytową G7 Welcoming Committee Records, która później wydała pierwszy album The Weakerthans. Nazwa nowo powstałej wytwórni była wyrazem niechęci założycieli do G7 (obecnie G8), a jej struktura ekonomiczna została oparta na Pareconie. W tym okresie Propagandhi wydało kolekcję zbiór dem, coverów, nowych aranżacji swoich utworów oraz piosenek granych na żywo pod nazwą Where Quantity is Job #1. Jako nowego basistę zatrudniono Todda Kowalskiego, który wcześniej grał w zespołach I Spy oraz Swallowing Shit.
Po czterech latach Propagandhi wydało swój trzeci, pełnometrażowy album, zatytułowany Today’s Empires, Tomorrow’s Ashes. Był on odejściem od wcześniejszego stylu zespołu- miał cechy thrash metalu oraz metalu progresywnego. Oprócz utworów na płycie z albumem można było znaleźć filmy polityczne oraz eseje, poruszające takie tematy jak COINTELPRO czy Czarne Pantery.

### Początek XXI wieku
18 października 2005 do sprzedaży trafiła kolejna, czwarta już płyta Propagandhi- Potemkin City Limits. Podobnie jak w przypadku poprzedniego albumu, na płycie z piosenkami znalazły dodatkowe materiały, takie jak dokumenty PDF dotyczące m.in. Pareconu oraz weganizmu, a także linki do stron organizacji popieranych przez zespół; zrezygnowano jednak z filmów politycznych.
W czasie wydania płyty Chris Hannah przyjął pseudonim „Glen Lambert”, czym zdezorientował fanów i recenzentów. We wrześniu 2005 wytwórnia G7 Welcoming Committee Records dla żartu ogłosiła oficjalnie, że Hannah opuścił zespół już w 2003 roku, a pozostali jego członkowie grupy znaleźli nowego basistę- Glena Lamberta, dawniej członka zespołu Portage Terriers. Nieprawdziwość tego ogłoszenia została bardzo szybko udowodniona na podstawie wielu faktów. Mimo to wytwórnia nie przyznała się do żartu, a sam zespół Propagandhi 14 sierpnia 2006 podał do publicznej wiadomości, że Glen Lambert został zwolniony, a jego miejsce ponownie zajął Chris Hannah. Do zespołu doszedł także gitarzysta David Guillas, przez zespół po raz pierwszy składał się z czterech osób. Guillas jest byłym członkiem dwóch zespołów wywodzących się z Winnipeg- Giant Sons i Rough Music.
W 2007 zespół wydał płytę DVD zatytułowaną Live from Occupied Territory, będąca oficjalnym bootlegiem, na którym zamieszczono nagranie z ich wystąpienia w zoo w Winnipeg; miało ono miejsce 13 września 2003 roku. Dochód z jego sprzedaży wspiera Grassy Narrows Blockade oraz Middle East Children’s Alliance. Na płycie zamieszczono także dwa pełnometrażowe filmy dokumentalne: Peace Propaganda and the Promised Land, oraz As Long as the Rivers Flow.

## Dyskografia

### Dema
- We Don't Get Paid, We Don't Get Laid, and Boy Are We Lazy (1990)
- Fuck the Scene (1991)
- Martial Law With a Cherry on Top (1992)

### Albumy
- How to Clean Everything (Fat Wreck Chords, 1993)
- Less Talk, More Rock (Fat Wreck Chords, 1996)
- Today’s Empires, Tomorrow’s Ashes (Fat Wreck Chords/G7 Welcoming Committee Records, 2001)
- Potemkin City Limits (Fat Wreck Chords/G7 Welcoming Committee Records, 2005)
- Supporting Caste (G7 Welcoming Committee, 2009)
- Failed States (Epitaph Records, 2012)

### EP
- How to Clean a Couple o’ Things 7" (Fat Wreck Chords, 1993)
- Where Quality Is Job #1 dwie płyty 7" (Recess Records, 1994)
- I’d Rather Be Flag-Burning (1995)
- Propagandhi / F.Y.P. (1995)

### Albumy koncertowe
- Yep. MC (Applecore Records, 1995)
- Live from Occupied Territory DVD (G7 Welcoming Committee Records, 2007)

### Kompilacje
- Where Quantity Is Job #1 (G7 Welcoming Committee Records, 1998)
- „Portage La Prairie” (Recess Records, 1994)
- „Nation States” (Fat Wreck Chords, 1996)
- „The Only Good Fascist Is a Dead Fascist (Dallas Hansen Dance Mix)” (AK Press/Epitaph Records, 1994)
- „Hard Times” (AK Press/G7 Welcoming Committee Records, 1998)
- „War Is Peace, Slavery is Freedom, May All Your Interventions Be Humanitarian” (Fat Wreck Chords, 2001)
- „Come to the Sabbat” (Campfire Records, 2002)